# بل و اژدها
بل و اژدها داستانی است که در بخش چهاردهم اضافات کتاب دانیال نقل شده‌است و تنها به زبان یونانی موجود است. این بخش و بخش ۱۳ در نزد تمامی مسیحیان مورد قبول نیست و با اینکه کاتولیکها آن را به عنوان بخشی از کتاب مقدس قبول دارند، پروتستان‌ها معمولاً آن را قبول ندارند و در کتاب‌های مقدس پروتستان این بخش وجود ندارد. با اینکه این فصل در نسخه اصلی کتاب مقدس جیمز پادشاه به سال ۱۶۱۱ وجود داشت.

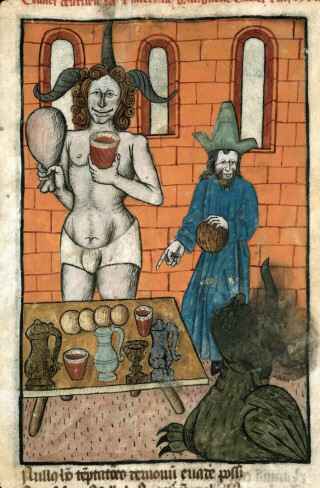
دانیال، بل و اژدها (فرانسه قرن ۱۵).

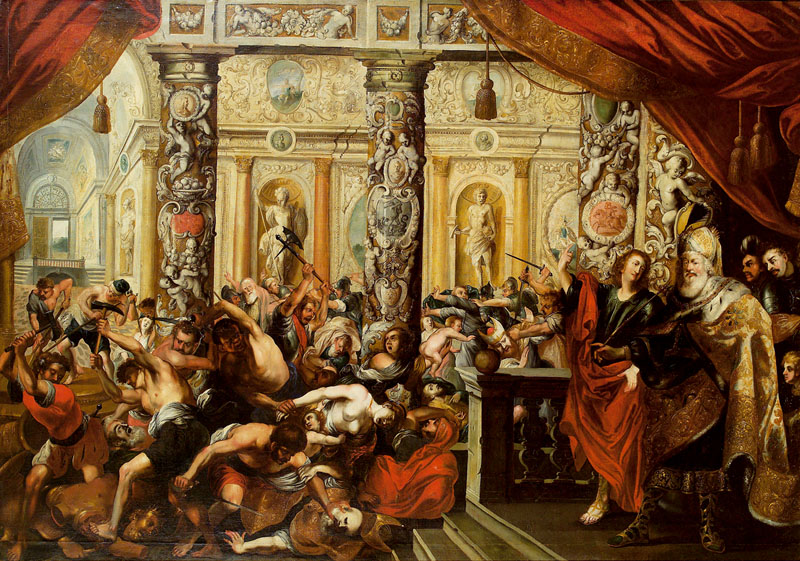
نقاشی استفان کسلر از دانیال و کوروش در معبد بل

## در کتاب مقدس
داستان این بخش، سه داستان مجزا ست که مربوط به حضور دانیال در کنار کوروش هخامنشی، پادشاه پارسیان است. " وقتی شاه آستیگ دار فانی را وداع گفت، کوروش پارسی پادشاهی را در دست گرفت، و دانیال یکی از همراهان او بود و در بین دوستان او بالاترین مقام را داشت. (۱۴:۱)"
داستان بل (۱۴:۱ تا ۲۲) بت‌پرستی را مورد تمسخر قرار می‌دهد؛ که در آن پادشاه (کوروش) از دانیال می‌پرسد "آیا به نظر تو بل یک خدای زنده نیست؟ آیا ندیدی که هر روز چه مقدار می‌نوشد و غذا می‌خورد؟" که دانیال پاسخ می‌دهد که بت بل از گلی درست شده‌است که با برنز پوشانده شده و نمی‌تواند بخورد و بیاشامد. شاه که از حرف دانیال عصبانی می‌شود دستور می‌دهد هفتاد کاهن بل به او نشان دهند که بت چگونه غذا و نوشیدنی‌ها را مصرف می‌کند. کاهنین از پادشاه درخواست می‌کنند که هدایا را به‌طور معمول آماده کند (که "دوازده بسته آرد، چهل گوسفند و شش شیشه شراب" بود) و ورودی معبد را با انگشتر خود مهر و موم کند. اگر روز بعد بل این مواد را مصرف نکرده بود، کاهنین کشته شوند و اگر مصرف کرده بود دانیال از بین برود.
سپس دانیال کشف می‌کند که راه مخفی در معبد وجود دارد (با پاشیدن خاکستر در حضور شاه بعد از اینکه کاهنین معبد را ترک کردند) و نشان می‌دهد که هدایای «مقدس» بل در واقع توسط کاهنین و زن و فرزندان آنان مصرف می‌شود، وقتی آن‌ها شبانه از راه مخفی وارد معبد می‌شوند.
وقتی روز بعد دانیال رد پای کاهنین را نشان می‌دهد، کاهنین بل دستگیر شده، اعتراف می‌کنند و راه مخفی را نشان می‌دهند. آنان و زن و فرزندان آن‌ها به مرگ محکوم می‌شوند و دانیال اجازه پیدا می‌کند که بت بل و معبد
را نابود کند.
داستان دیگری در مورد اژدها نیز در این فصل ذکر شده‌است (۱۴:۲۳ تا ۳۰). «یک اژدهای بزرگ وجود داشت، که توسط مردم بابل پرستش می‌شد.» در این داستان خدای مورد نظر یک بت نبوده و بلکه یک حیوان بود؛ ولیکن دانیال اژدها را با پختن یک کیک مخصوص که باعث منفجر شدن اژدها از درون می‌شود نابود می‌کند.
در اثر این اتفاق بابلی‌ها عصبانی شده و می‌گویند «پادشاه یهودی شده است، او بل را نابود کرد، اژدها را کشت و کاهنین را از بین برد.» و آن‌ها خواستار تحویل دانیال به آنان می‌شوند.
داستان سوم، مربوط به دانیال در لانه شیر می‌شود. دانیال به طرز معجزه آسایی آسیب نمی‌بیند و توسط حبقوق پیامبر نجات داده می‌شود. «بعد از هفت روز پادشاه به دیدن دانیال رفت و هنگامی که او از لانه شیرها بیرون آمد و دانیال را که نشسته بود دید، پادشاه شروع به گریه کرد و با صدای بلندی گفت: اوه‌ای خدای دانیال، هیچ خدایی غیر از تو وجود ندارد. پادشاه او را از لانه شیر بیرون آورد و دشمنان او را در لانه شیر انداخت و به محض وارد شدن آنان شیرها آنها را در برابر پادشاه از بین بردند.»